# 林徹 (演出家)
林 徹（はやし とおる、男性、1959年12月20日 - ）は、フジテレビ編成制作局ドラマ制作センター所属のテレビドラマ監督、映画監督。北海道美唄市出身。北海道美唄東高等学校、大阪芸術大学芸術学部映像計画学科卒。

## 経歴
大学在学中から映像京都の美術監督・西岡善信の下で、時代劇の小道具係を担当。上京後、フリーの助監督として活動、1991年、「101回目のプロポーズ」で連続ドラマ監督デビュー。
1996年、フジテレビに入社。現在、ドラマ制作センター専任部長。
2006年12月23日公開の「大奥」で、映画監督デビューを果たす。出身地美唄市にて、封切り前に先行上映会を開催する。

## 主な演出・監督作品

### テレビドラマ
全てフジテレビジョン放映作品
- 101回目のプロポーズ（1991年）
- 親愛なる者へ（1992年）
- 悪魔のKISS（1993年）
- この世の果て（1994年）
- 妹よ（1994年）
- みにくいアヒルの子（1996年）
- ナースのお仕事（1996年）
- 月の輝く夜だから （1997年）
- ナースのお仕事2（1997年）
- ニュースキャスター沢木麻沙子（1998 - 2002年）
- 最後のストライク 完全版 炎のストッパー 津田恒美・愛と死を見つめた直球人生（2000年）
- 剣客商売 第3期（2001年）
- 怪談百物語（2002年）
- 陰陽師☆安倍晴明〜王都妖奇譚〜（2002年）
- あなたの隣に誰かいる（2003年）
- 大奥（2003年）
- 大奥スペシャル 幕末の女たち（2004年）
- 大奥 第一章（2004年、兼プロデュース）
- 愛し君へ（2004年）
- 大奥 第一章 スペシャル（2005年、兼プロデュース）
- 大奥 華の乱（2005年、兼プロデュース）
- 大奥 華の乱 スペシャル（2005年、兼プロデュース）
- 積木くずし 真相 あの家族、その後の悲劇（2005年）
- 仕掛人 藤枝梅安（2006年）
- 不信のとき ウーマン・ウォーズ（2006年、兼プロデュース）
- 島根の弁護士（2007年）
- 山おんな壁おんな（2007年）
- 東野圭吾ミステリーズ 第7話「白い凶器」（2012年）
- 極悪がんぼ（2014年）
- 信長協奏曲（2014年）
- 大奥 第一部〜最凶の女〜 第二部〜悲劇の姉妹〜（2016年）
- 松本清張スペシャル かげろう絵図（2016年）
- FNS27時間テレビ にほんのれきし「私たちの薩長同盟」（2017年）
- 大奥 最終章（2019年）
- 大奥（2024年）
- わたしの宝物（2024年）

### 映画
- 大奥（2006年）